# عمارت قروند
عمارت قروند (ترکی آذربایجانی: İmarət Qərvənd) یک منطقهٔ مسکونی در جمهوری آرتساخ است که در استان مارتاکرت واقع شده‌است.